# Malleastrum depauperatum
Malleastrum depauperatum är en tvåhjärtbladig växtart som först beskrevs av Henri Ernest Baillon, och fick sitt nu gällande namn av André Leroy. Malleastrum depauperatum ingår i släktet Malleastrum och familjen Meliaceae. Inga underarter finns listade i Catalogue of Life.